# Bob Dylan’s Greatest Hits Vol. II
Bob Dylan’s Greatest Hits Vol. II – drugi album kompilacyjny Boba Dylana gromadzący jego najpopularniejsze nagrania lat 1962–1970 oraz kilka niepublikowanych i wydany w 1971 r.

## Historia i charakter albumu
Album ten jest podwójną składanką Dylana gromadzącą jego najbardziej popularne utwory, w tym również wydane na singlach, oraz kilka niepublikowanych piosenek.
Po wydaniu albumu New Morning Dylan wycofał się z życia publicznego. Firma Columbia nie wiedziała, kiedy Dylan będzie miał ochotę wznowić nagrania. W końcu Clive Davis – prezes Columbii – zaproponował wydanie podwójnego albumu zbierającego starsze nagrania Dylana. Muzyk wyraził zgodę, ale zaproponował, aby jedna strona na którejś z płyt poświęcona została niewydanym utworom z archiwów muzyka.
Początkowo próbowano wykorzystać nagrania dokonane przez Dylana z grupą The Band w Woodstock (zobacz: The Basement Tapes), jednak rezultaty nie były zadowalające. Dylan przy pomocy Happy’ego Trauma dograł więc we wrześniu 1971 r. kilka piosenek.
Projekt artystyczny okładki wykorzystywał ówczesne zainteresowanie koncertem na rzecz Bangladeszu George’a Harrisona. Zdjęcie na okładce przedstawia Dylana właśnie na tym koncercie i zostało wykonane przez Barry’ego Feinsteina. Jest ono zbliżone nieco do zdjęcia z okładki do Bob Dylan’s Greatest Hits Rowlanda Schermana, które otrzymało nagrodę Grammy. Utrzymane jest także w tej samej niebieskiej tonacji.
Po wydaniu album cieszył się sporym powodzeniem i to mimo tego, że był podwójny (a więc tym samym droższy). Doszedł do 14 pozycji na liście najpopularniejszych albumów magazynu „Billboard”. Od tego czasu zdobył sześciokrotnie platynową płytę.
Wznowienie na nośniku cyfrowym tradycyjnie wydano na dwóch dyskach, chociaż nagrania zmieściłyby się na jednym CD.

## Utwory niewydane
Pomiędzy 16 a 19 marca 1971 r. Dylan udał się do Blue Rock Studios w Greenwich Village. Producentem sesji był mulitinstrumentalista Leon Russell. Nagrano wtedy m.in. tylko 2 oryginalne utwory: Watching the River Flow oraz When I Paint My Masterpiece. Watching the River Flow został wydany w czerwcu 1971 r. jako singel. Na stronie B znalazł się utwór Spanish Is the Loving Tongue z sesji do albumu New Morning.
24 września 1971 r. Dylan i jego przyjaciel Happy Traum nagrali 4 nowe piosenki do albumu: Crash on the Levee (Down in the Flood), You Ain’t Going Nowhere, I Shall Be Released oraz Only a Hobo. Pierwsze trzy pochodziły z sesji w suterenie domu Big Pink w Woodstock i zostały wydane na omawianym albumie. Only a Hobo – stara kompozycja Dylana z 1963 r. – została wydana dopiero w 1991 r. na The Bootleg Series Volumes 1–3 (Rare & Unreleased) 1961–1991.
Na albumie tym znajdują się także 2 bardzo rzadko spotykane utwory Dylana i w dodatku oba zostały zaprezentowane w formie koncertowej. Są to Tomorrow Is a Long Time z koncertu, który odbył się 12 kwietnia 1963 w „Town Hall” w Nowym Jorku oraz Quinn the Eskimo (The Mighty Quinn) z koncertu z The Band 31 sierpnia 1969 r. w Woodside Bay w Ryde na wyspie Wight.

## Lista utworów
Pierwszy dysk
| 1. | Watching the River Flow (singel)                    | 3:32  |
|    |                                                     |       |
| 2. | Don’t Think Twice, It’s All Right                   | 3:36  |
|    |                                                     |       |
| 3. | Lay Lady Lay                                        | 3:14  |
|    |                                                     |       |
| 4. | Stuck Inside of Mobile with the Memphis Blues Again | 7:06  |
|    |                                                     |       |
| 5. | I'll Be Your Baby Tonight                           | 2:37  |
|    |                                                     |       |
| 6. | All I Really Want to Do                             | 4:02  |
|    |                                                     |       |
| 7. | My Back Pages                                       | 4:21  |
|    |                                                     |       |
| 8. | Maggie’s Farm                                       | 3:49  |
|    |                                                     |       |
| 9. | Tonight I'll Be Staying Here with You               | 3:21  |
|    |                                                     |       |
|    |                                                     | 35:38 |
|    |                                                     |       |
Drugi dysk
| 1.  | She Belongs to Me                                          | 2:46  |
|     |                                                            |       |
| 2.  | All Along the Watchtower                                   | 2:30  |
|     |                                                            |       |
| 3.  | Quinn the Eskimo (The Mighty Quinn) (koncertowy)           | 2:43  |
|     |                                                            |       |
| 4.  | Just Like Tom Thumb’s Blues                                | 5:25  |
|     |                                                            |       |
| 5.  | A Hard Rain’s a-Gonna Fall                                 | 6:47  |
|     |                                                            |       |
| 6.  | If Not for You                                             | 2:38  |
|     |                                                            |       |
| 7.  | It’s All Over Now, Baby Blue                               | 4:13  |
|     |                                                            |       |
| 8.  | Tomorrow Is a Long Time (koncertowy, poprzednio niewydany) | 3:01  |
|     |                                                            |       |
| 9.  | When I Paint My Masterpiece (poprzednio niewydany)         | 3:22  |
|     |                                                            |       |
| 10. | I Shall Be Released (poprzednio niewydany)                 | 3:01  |
|     |                                                            |       |
| 11. | You Ain’t Goin’ Nowhere (poprzednio niewydany)             | 2:41  |
|     |                                                            |       |
| 12. | Down in the Flood (poprzednio niewydany)                   | 2:46  |
|     |                                                            |       |
|     |                                                            | 41:53 |
|     |                                                            |       |

## Opis albumu
- Producent – John Hammond, Tom Wilson, Bob Johnston, Leon Russell
- Studio – Columbia Studio A i Studia Columbii Nowy Jork; Columbia Music Row Studios w Nashville, stan Tennessee.
- Daty nagrania – pomiędzy 1962 a 24 września 1971
- Okładka/zdjęcie – Barry Feinstein
- Czas trwania – 77:31
- Firma nagraniowa – Columbia
- Numer katalogowy – 31120
- Data wydania – 17 listopada 1971
- Wznowienie – C2K 31120

## Listy przebojów

### Album
| Rok  | Lista                          | Pozycja |
| ---- | ------------------------------ | ------- |
| 1967 | Billboard USA. Albumy popowe   | 14      |
| 1967 | Wielka Brytania. Albumy popowe | 12      |